# Майстер і Маргарита
«Майстер і Маргарита» (рос. «Мастер и Маргарита») — фантастичний роман російського письменника Михайла Булгакова. За сюжетом роману зроблено низку театральних постановок та фільмів. Робота над яким почалася наприкінці 1920-х років і тривала аж до смерті письменника.
Роман за життя автора не публікувався — уперше він вийшов у світ тільки у 1966 році, через 26 років після смерті Булгакова, в скороченому журнальному варіанті. Тим, що цей твір дійшов до читача, суспільство завдячує третій дружині письменника Олені Булгаковій, яка у сталінські часи зуміла зберегти рукопис роману.
Вважається одним із найкращих романів XX століття та провідним твором радянської сатири, входить до списку 100 книг століття за версією «Le Monde».

## Зміст
У романі представлено чергування двох сюжетних ліній, що розплітаються паралельно одна одній. Дія першої відбувається в Москві 1930х років, друга є викладом подій Євангелія, а саме — тих його частин, що стосуються суду над Ісусом Христом і його страти. Крім цього, «московське» оповідання має декілька сюжетних ліній, що химерно переплітаються.

## Сюжет
Дія роману починається в один з травневих днів, коли два московських літератори — голова правління МАССОЛІТа Михайло Олександрович Берліоз і поет Іван Бездомний — під час прогулянки на Патріарших ставках зустрічають незнайомця, схожого на іноземця. Він долучається до розмови про Ісуса Христа, розповідає про своє перебування на балконі прокуратора Юдеї Понтія Пілата і передрікає, що Берліозові відріже голову «російська жінка, комсомолка, на ім'я Аннушка». Літератори не знають, що перед ними Воланд — диявол, який прибув до радянської столиці зі своїм почтом — Фаготом-Коров'євим, Азазеллом, котом Бегемотом і служницею Геллою.
Після загибелі Берліоза Воланд селиться в «недобрій квартирі» Михайла Берліоза, розташованій за адресою: Велика Садова вулиця, 302-біс. Сатана і його помічники влаштовують у Москві низку розіграшів і містифікацій: вони переправляють в Ялту директора вар'єте Стьопу Лиходєєва, проводять сеанс чорної магії, організують примусовий хоровий спів для співробітників філії видовищної комісії, викривають голову акустичної комісії Аркадія Аполлоновича Семплеярова і театрального буфетника Андрія Фокича Сокова. Для Івана Бездомного зустріч з Воландом і його наближеними обертається душевною недугою: поет стає пацієнтом психіатричної лікарні. Там він знайомиться з Майстром і дізнається історію його роману про Понтія Пілата. Написавши цей твір, автор зіткнувся зі світом столичної літератури, в якому відмови друкувати супроводжувалися цькуванням у пресі й пропозиціями вдарити по «пілатчині». Не витримавши тиску, Майстер спалив рукопис у каміні; після низки випробувань він потрапив до будинку скорботи.
Для Маргарити — таємної дружини Майстра — зникнення коханого стає драмою. Одного разу вона признається собі, що готова закласти душу дияволу заради того, щоб дізнатися, чи живий він чи ні. Думки змученої незнанням жінки виявляються почутими: Азазелло вручає їй баночку з чудодійним кремом. Маргарита перетворюється на відьму і виконує роль королеви на великому балу сатани. Її заповітна мрія здійснюється: Воланд влаштовує зустріч Майстра з коханою і повертає їм рукопис спаленого роману.
Твір, написаний Майстром, являє собою історію, що почалася в палаці Ірода Великого. До прокуратора Юдеї Понтія Пілата приводять підслідного Єшуа Га-Ноцрі, засудженого Синедріоном до смерті за зневажливе ставлення до влади кесаря. Розмовляючи з Єшуа, прокуратор розуміє, що перед ним — мандрівний філософ; його погляди на істину і думки про те, що будь-яка влада є насильством над людьми, цікаві Пілату, проте врятувати блукача від страти він не може. Знаючи, що Юда з Кіріафа отримав гроші за те, що дозволив заарештувати Га-Ноцрі у своєму будинку, прокуратор доручає начальнику таємної служби Афранію вбити зрадника.
Поєднання двох сюжетних ліній відбувається в кінцевих розділах. Воланду робить візит учень Єшуа Левій Матвій, який просить нагородити Майстра і Маргариту спокоєм; це клопотання виконується. Вночі Москву покидає група летючих вершників; серед них не тільки мессір і його почет, а й автор роману про Понтія Пілата зі своєю коханою.

## Структура роману

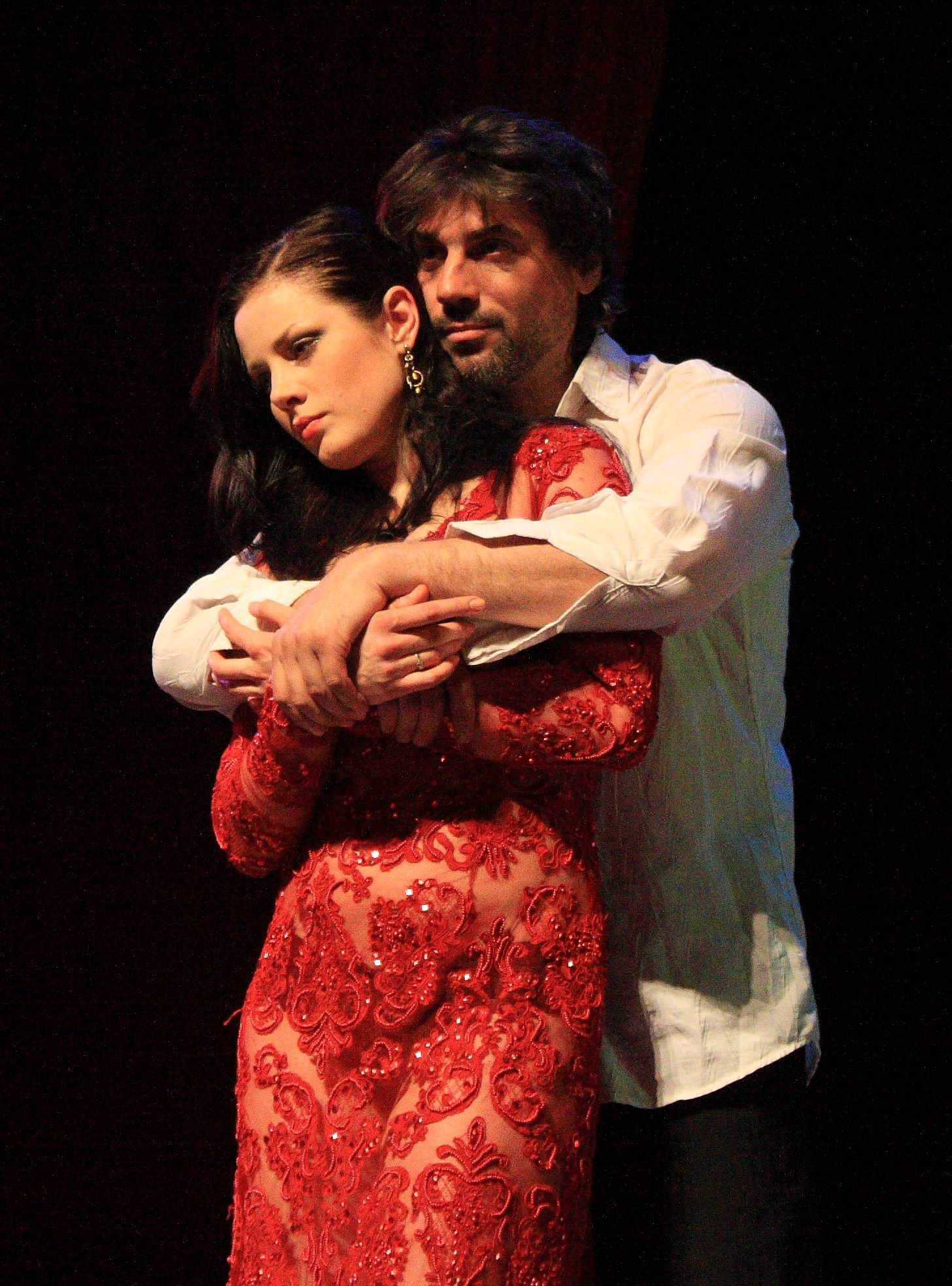
«Майстер і Маргарита», постановка театру «Арбат»

Роман складається із двох частин, що в свою чергу поділяються на розділи:
- Частина перша
  - Ніколи не розмовляйте з незнайомцями
  - Понтій Пілат
  - Сьомий доказ
  - Гонитва
  - Було діло в Грибоєдові
  - Шизофренія, як і було сказано
  - Нехороша квартира
  - Двобій професора з поетом
  - Коров'євські штучки
  - Вісті з Ялти
  - Роздвоєння Івана
  - Чорна магія і її викриття
  - Явлення героя
  - Слава півневі!
  - Сон Никанора Івановича
  - Страта
  - Неспокійний день
  - Невдахи-візитери
- Частина друга
  - Маргарита
  - Азазеллів крем
  - Політ
  - При свічках
  - Великий бал у сатани
  - Вивільнення майстра
  - Як прокуратор намагався врятувати Юду з Кіріята
  - Поховання
  - Кінець квартири № 50
  - Останні пригоди Коров'єва та Бегемота
  - Долю Майстра і Маргарити визначено
  - Пора! Пора!
  - На Воробйових горах
  - Прощення й вічний притулок[6]

## Історія написання і видання

### Перша редакція
Питання про те, коли саме письменник почав роботу над «останнім західним романом», в булгакознавстві залишається відкритим: за одними даними, чорнові начерки Михайло Опанасович почав робити в 1928 році, за іншими — в 1929-му. У першому варіанті, що складався із 160 рукописних сторінок, були відсутні Майстер і Маргарита, проте дія, як і в остаточній редакції, починалося «в годину заходу на Патріарших ставках», де прогулювалися, розмовляючи, два персонажі — Берліоз (якого спочатку звали Володимиром Мироновичем) і Бездомний (в ранній версії він мав ім'я Антон). Письменник шукав різновиди заголовків: серед назв фігурували «Копито інженера», «Гастроль (Воланда)», «Жонглер з копитом» та інші.
У першій редакції роман мав варіанти назв «Чорний маг», «Копито інженера», «Жонглер з копитом», «Син В.», «Гастроль». Першу редакцію «Майстра і Маргарити» автор знищив 18 березня 1930 р. після отримання звістки про заборону п'єси «Кабала святенників». Про це Булгаков повідомив в листі до влади: «І особисто я, своїми руками, кинув в піч чернетку роману про диявола.».
Робота над «Майстром і Маргаритою» поновилася в 1931 р. До роману були зроблені чорнові нариси, причому тут вже фігурували Маргарита і її тоді безіменний супутник — майбутній Майстер, а Воланд набув своєї яскравої свити.

### Друга редакція
Ґрунтовна робота над романом почалася через два роки; свідченням того, наскільки важливою була вона для Булгакова, є авторська репліка, виявлена на одному з листків: «Помоги, Господи, написать роман». Тепер серед персонажів з'явилися і «трагічні герої — Маргарита і її супутник», який спочатку називався Поетом, потім був названий Фаустом і, нарешті, перетворилася в Майстра. Про свою захопленість сюжетом Булгаков розповідав в листі Вікентієву Вересаєву: «Уже в Ленинграде и теперь здесь, задыхаясь в моих комнатёнках, я стал марать страницу за страницей наново тот свой уничтоженный три года назад роман. Зачем? Не знаю. Я тешу себя сам! Пусть упадёт в Лету!» Кінцева назва -" Майстер і Маргарита «- закріпилася, судячи з щоденником Олени Сергіївни Булгакової, в 1937 році. Допомога в підготовці машинописного тексту надавала сестра Олени Сергіївни — Ольга Бокшанская. Вона настільки відповідально ставилася до передруку чернеток, що, за словами Булгакова, за час роботи посміхнулася лише один раз — коли дісталася до глави, що розповідає про захворювання співробітників видовищної комісії „хоровою лихоманкою“ і виконування ними пісні „Славное море — священный Байкал“.
Другу редакцію автор написав до 1936 р., вона мала підзаголовок „Фантастичний роман“ та варіанти назв „Великий канцлер“, „Сатана“, „Ось і я“, „Чорний маг“, „Копито консультанта“.

### Третя редакція
Третя редакція, почата в другій половині 1936 р., спочатку називалася „Князь темряви“, але вже в 1937 р. з'явився добре відомий тепер заголовок „Майстер і Маргарита“. У травні — червні 1938 р. повний текст вперше був передрукований.
Взимку 1940 року стан Михайла Опанасовича різко погіршився. Письменник вже не вставав з ліжка, однак продовжував працювати, його дружина в ті дні відзначала в своєму щоденнику: „Миша, сколько хватает сил, правит роман, я переписываю“. Серед епізодів, включених в сюжет в останні тижні, — переміщення Стьопи Лиходєєва в Ялту і прихід буфетника Сокова до фахівця з хвороб печінки професору Кузьміну. Як зазначав літературознавець Володимир Лакшин, сцена з Кузьміним була відгуком на реальні події: восени 1939 року один з докторів, оцінюючи стан здоров'я письменника, зауважив, що Булгаков як лікар повинен знати про те, що його відхід — „це питання декількох днів“. Через деякий час цей лікар сам серйозно захворів: „В эпизоде с Кузьминым Булгаков рассчитался с профессорским самодовольством“.
За спогадами Олени Сергіївни, взимку 1940 року Михайла Опанасович майже втратив можливість диктувати, проте як і раніше намагався редагувати рукопис. За даними дослідників, остання авторська правка була внесена 13 лютого в главу про Маргариту, що спостерігає за похороном Берліоза, і звучала як передчуття: „Так это, стало быть, литераторы за гробом идут?“.

### Історія публікацій роману
За п'ять місяців до смерті Михайло Опанасович склав заповіт, згідно з яким піклування про рукописи доручалося спадкоємиці — Олені Сергіївні Булгакової. На доопрацювання „Майстра і Маргарити“ вдова письменника витратила понад двадцять років. За словами літературознавця Георгія Лесскіс, текст, підготовлений нею, містить, попри ретельне редагування, певні розбіжності — це стосується кольору берета Воланда, імені швейцара в ресторані „Грибоєдов“ і деяких інших деталей, „які зазвичай читачами не помічаються“
Сам Булгаков був упевнений, що роман „Майстер і Маргарита“ ніколи не буде опублікований за радянської влади, диктування роману дружині було чимось на зразок спроби зв'язатися з далекими нащадками. Але письменник помилявся — хоч і з тридцятирічною затримкою, роман був опублікований, що викликало ефект бомби, яка вибухнула серед радянської інтелігенції.
За життя автор читав у себе вдома окремі епізоди роману близьким друзям. Значно пізніше філолог А. З. Вуліс писав роботу про радянських сатириків, і пригадав забутого сатирика, автора „Зойчиної квартири“ і „Багрового острова“. Вуліс дізнався, що жива вдова письменника, і встановив з нею контакт. Після певного періоду недовір'я, Олена Сергіївна врешті дала почитати рукопис „Майстра“. Приголомшений Вуліс розповів про нього багатьом, після чого по літературній Москві пішли чутки про великий роман.
Олена Сергіївна робила декілька спроб надрукувати роман. У 1940 році вона підготувала збірку вибраних творів, в передмові до якого літературознавець Павло Попов розповів про „Майстра і Маргариту“ як про роман, в якому „реальне та фантастичне переплітаються у найнеочікуваніших формах“. Однотомник так і не вийшов у світ, стаття Попова вперше була опублікована в 1991 році у книзі „Я хотів служити народу …“, виданої до 100-річчя від дня народження Булгакова. Як розповідав Володимир Лакшин, у 1946 році один з листів вдови письменника вдалося вручити співробітнику апарату Сталіна Олександру Поскрьобишеву. Відповідь з управлінських органів здавалася обнадійливою: Булгаковій порекомендували звернутися до директора Гослитиздата, який „буде в курсі“. Однак слідом з'явилася постанова оргбюро ЦК ВКП (б) про журнали "Звезда" і "Ленинград", що торкнулося долі Михайла Зощенка, Анни Ахматової та інших літераторів, ця подія змусила видавців бути обережними і реагувати на питання про публікацію «Майстра і Маргарити» словами «Не на часі…».
Ситуація почала змінюватися в епоху «відлиги». У 1962 році у видавництві «Молода гвардія» вийшла книга Булгакова «Життя пана де Мольєра» в довідці, що супроводжувала роман, Веніамін Каверін згадав про «Майстра і Маргариту» як про роман, в якому «надзвичайні події відбуваються у кожній главі», і заявив, що роман «давно час видати, тому що за своєрідністю навряд чи знайдеться рівний йому у всій світовій літературі». Як повідомляв літературознавець Абрам Вуліс, який написав післямову до журнальної версії роману, приблизно тоді ж він познайомився з текстом неопублікованого роману, який влучив у його «кожною главою, кожним рядком».
Вперше роман був надрукований в скороченому вигляді в журналі «Москва», для підстрахування публікацію забезпечили схвальною передмовою Костянтина Симонова. Перед цим цензура довго мовчала, потім викликала заступника головного редактора «Москви» і охарактеризувала анонс роману в журналі як ідеологічну помилку: «Позакласові категорії, темнобіснування, хвора фантазія… Булгаков не прийняв нічого з життя суспільства, яке ми створили кров'ю та потом». Зрештою цензурою було ухвалено рішення надрукувати поки тільки першу книгу роману, причому зі скороченнями, другу — бажано не друкувати зовсім, пославшись на передчасну кончину автора, або ґрунтовно переробити. Редакція журналу проявила твердість і в кінці тексту першої книги роману повідомила, що друга книга з'явиться в січневому номері 1967 року.
За даними дослідників, з тексту роману було вилучено «понад 14 000 слів». Цензурні ножиці торкнулися міркувань Воланда про москвичів на сцені театру Вар'єте; ревнивого захоплення служниці Наташі стосовно до своєї господині; польоту Наташі на сусідові Миколі Івановичі, перетвореному за допомогою крему Азазелла на кнура; зізнань Майстра і Маргарити в своїй неприкаяності. Крім того, в журнальний варіант не потрапили деталі, що розповідають про оголеності героїнь на балу у Воланда.
У 1967 році у видавництві «YMCA-Press» вийшов перший повний книжковий варіант «Майстра і Маргарити», текст якого відповідав машинописному рукопису. У 1969 році у видавництві «Посів» вийшло видання, де цензурні вилучення, зроблені при підготовці журнальної версії, були виділені курсивом. В СРСР окреме книжкове видання вперше побачило світ у 1973 році. Цій події передував вихід Постанови секретаріату ЦК КПРС "Про перевидання художніх творів М.Волошина, О. Мандельштама, Вяч. Іванова, Н. Клюєва, М. Булгакова та інших письменників 20-х років "від 7 червня 1972 року, що мав гриф «Цілком таємно». У документі йшлося про те, що книги зазначених письменників і поетів передбачається випустити в 1973—1975 роках «обмеженими тиражами», з обов'язковими «вступними статтями та коментарями, що дають марксистсько-ленінську оцінку творчості автора»
Булгакознавство пропонує три концепції прочитання роману: історико-соціальну (В. Я. Лакшин), біографічну (М. О. Чудакова) і естетичну з історико-політичним контекстом (В. І. Нємцев).